# 月夜
《月夜》，二胡独奏曲，刘天华於1918年暑假在江阴开始创作此曲，于1924年定稿。
本曲分3段，采用展衍技法，一唱三叹。「此曲及《除夜小唱》是就二胡的音区及其音质上的优点而拟的谱，虽然用别种乐器也可以演奏，但总不如二胡上能将其意想表现得美满，所以定为二胡独奏谱。」